# Idioma alemán en Chile
El idioma alemán en Chile es, junto al inglés y el francés, una de las lenguas europeas extranjeras más habladas en el país. A pesar de que no goza del estatus de idioma oficial o cooficial en ninguna entidad político-administrativa nacional, ni tampoco es su enseñanza obligatoria dentro del sistema educativo de Chile, en la actualidad es hablado por aproximadamente 35.000 chilenos.

## Historia
La masificación del idioma alemán en Chile se remonta a mediados del siglo XIX, cuando fue promulgada la «Ley de Inmigración Selectiva» en 1845, lo que permitió el arribo de miles de familias de habla alemana, provenientes de los territorios conformados por la Confederación Germánica, con el propósito de fundar asentamientos o poblar localidades del sur de Chile. Si bien la mayoría de estos colonizadores germanoparlantes eran inmigrantes alemanes, también hubo grupos de colonos suizos de la Suiza alemana, quienes hablaban el dialecto suizo del alemán (Schweizerdeutsch), así como también otros originarios del Imperio austrohúngaro (austriacos y alemanes de los Sudetes de la actual República Checa).
En el censo chileno de 2017 fue incorporado el cuestionario oficial traducido al alemán, siendo el primer documento del Gobierno de Chile reconocido oficialmente en este idioma.

## Enseñanza del alemán

### Escuelas alemanas y de enseñanza del alemán
En 1854 se fundó la primera escuela alemana (Deutsche Schule) en Osorno, luego le siguen las de Valparaíso y Valdivia en 1857 y 1858, respectivamente, el 3 de noviembre de 1907 se funda Deutsche Schule Punta Arenas la institución más austral de este tipo. En la actualidad, el Consejo de Rectores de Colegios Alemanes en Chile es una red de 22 colegios alemanes de enseñanza básica y media a lo largo de todo el país.
El Colegio Suizo de Santiago, el primer colegio de este tipo en América Latina, imparte del mismo modo el alemán estándar (Hochdeutsch) a sus alumnos.

### Instituciones de nivel superior
En 1889, tras la fundación del Instituto Pedagógico de la Universidad de Chile, comienza la formación de los primeros profesores de alemán en el país, siendo Otto Heinrich Schott Manse el primer egresado de Chile en recibir el título de Profesor de Estado en alemán en 1892.
Actualmente existen múltiples instituciones educativas chilenas vinculadas a la enseñanza del alemán. Muchas universidades en Chile cuentan con su propio Departamento de Alemán, además de impartir las carreras de pedagogía con mención en idioma alemán, traducción e interpretación lingüística en lengua alemana.  
También se encuentran escuelas de idiomas e institutos que se dedican a la enseñanza del alemán, tales como el Instituto Goethe, que tiene sedes en Santiago y Concepción, y el LBI - Instituto Profesional Alemán Wilhelm von Humboldt. 

## Influencia del alemán en el español chileno
La gastronomía alemana ha tenido una importante influencia en la cocina chilena, una prueba de ello es que palabras provenientes del alemán, como Kuchen o Strudel,  son de uso común y de conocimiento general en toda la población chilena.

## Lagunen-deutsch
El Lagunen-deutsch (alemán de la laguna) es un dialecto del alemán hablado especialmente por los descendientes de alemanes que residen en el área del lago Llanquihue, en la Región de Los Lagos. A esta variante lingüística se le considera como un tipo de alemañol.

## Medios de comunicación
El único periódico en lengua alemana que circula actualmente en Chile es el semanario Cóndor. También existieron los periódicos Deutsche Nachrichten für Sud América (1870-1909) de Valparaíso, Der Grenzbote (1902-1907) de Temuco, el Deutsche Zeitung für Süd-Chile (1886-1887) y el Valdivia's Deutsche Zeitung (1888-1912) de Valdivia, el Deutscher Sonntagsbote (1923-1939) de Puerto Varas y Die Post (1896-1898) de Puerto Montt. Entre 1943 y 1946 fueron publicadas las Deutsche Blätter, un semanario político-cultural que formó parte relevante de la resistencia alemana al nazismo en el exilio.

## Bibliotecas
La Biblioteca del Instituto Goethe de Santiago posee un catálogo amplio de obras escritas en idioma alemán para su préstamo para todo público, previa inscripción. Asimismo, la Biblioteca y Archivo Histórico Emilio Held Winkler, ubicada en la comuna de Vitacura, almacena textos como libros, revistas y manuscritos escritos en alemán, los cuales pueden ser consultados por el público.

## Música
La música con textos en alemán ha sido ampliamente difundida en la sociedad chilena en general, principalmente a través de la ópera y la música sacra, con presentaciones musicales de obras de reconocidos compositores germanófonos, tales como Richard Wagner, Johann Sebastian Bach, Franz Schubert, Wolfgang Amadeus Mozart, entre otros. Una de las tradiciones culturales más arraigadas de la comunidad alemana en Chile es la formación de agrupaciones corales. Entre ellas, destaca el Coro Frohsinn de Chile, reconocido por ser el conjunto coral masculino de mayor antigüedad en funcionamiento en el país. En 2014, las directoras corales chileno-alemanas, Marion Schmidt-Hebbel e Irene Doggenweiler, fundaron la Agrupación de Coros Chileno-Alemanes (ACCHAL), la cual reúne a una serie de grupos de canto coral chileno, cuyo repertorio es en idioma alemán.

## Servicios religiosos
La Iglesia Luterana en Chile ofrece cultos en alemán o también bilingües en español, dependiendo de cada congregación. Asimismo, la Iglesia de Sankt Michael, ubicada en la comuna de Providencia a la altura del Barrio Italia, es una comunidad católica de habla alemana.

## Colonia Dignidad
La Colonia Dignidad, conocida posteriormente como Villa Baviera, fue la única colonia alemana en territorio chileno que operó bajo el sistema de enclave sin soberanía. Esto a su vez produjo la formación de un enclave lingüístico, lo que permitió que el idioma alemán se mantuviera en mayor cantidad que en las otras localidades fundadas o altamente pobladas por germanohablantes, donde sí se experimentó una efectiva integración social con el resto de los chilenos, además de un proceso de aculturación y multiculturalismo pacífico.